# Ceratosoma brevicaudatum
Espèce
Ceratosoma brevicaudatum est une espèce de nudibranches de la famille des Chromodorididae et du genre Ceratosoma.

## Répartition
Cette espèce est endémique du sud de l'Australie en incluant la Tasmanie.

## Habitat
Ceratosoma brevicaudatum peut être observée dans la zone intertidale à subtidale sur les récifs rocheux jusqu'à 120 m de profondeur.

## Description

### Diagnose
Ceratosoma brevicaudatum peut mesurer jusqu'à 12 cm de long.

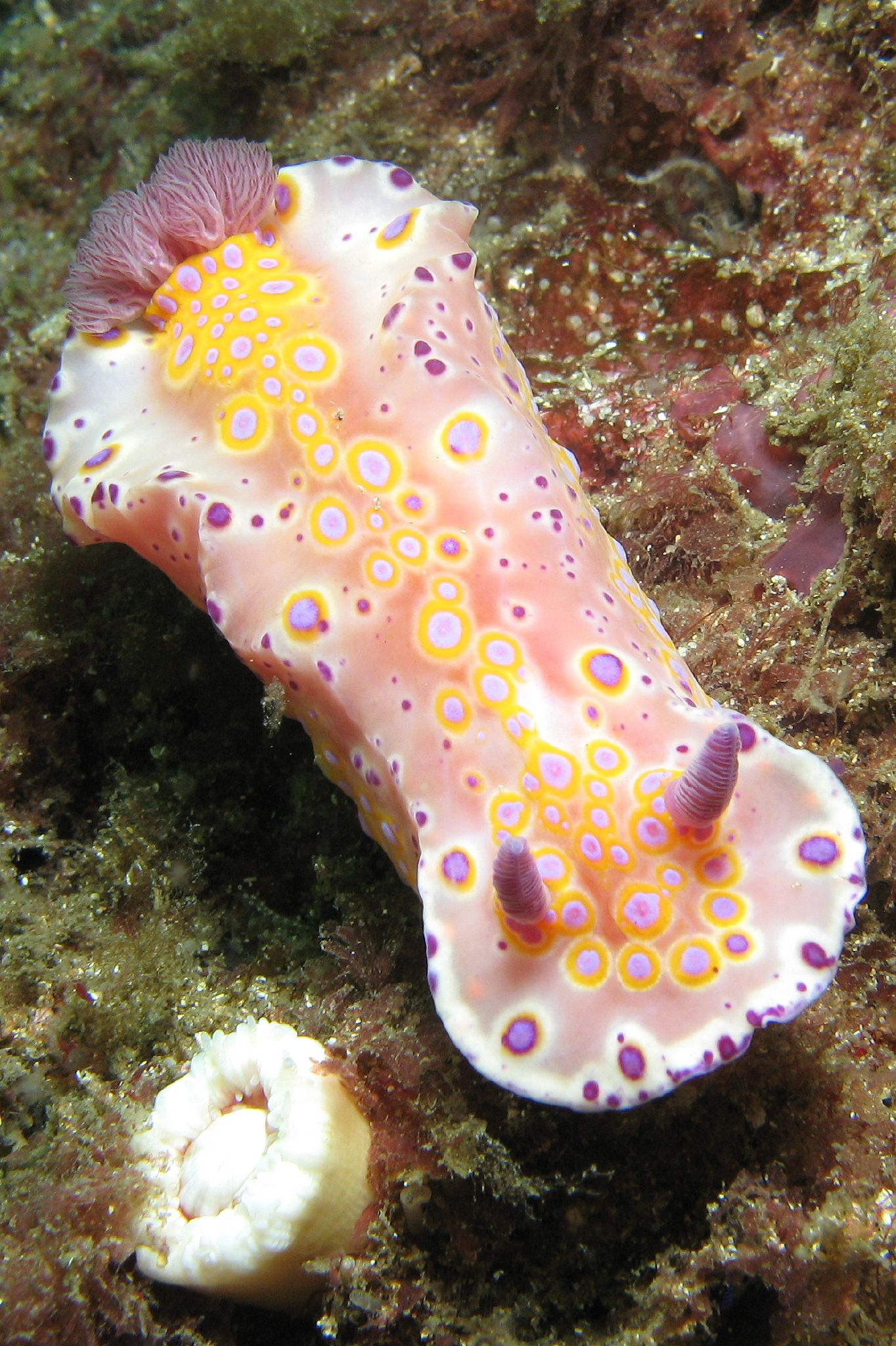
Ceratosoma brevicaudatum

Le pied mesure plus du tiers de la longueur totale de l'animal.
La couleur de base est un orange pâle pouvant varier d'un jaune blanchâtre au rouge profond. Le manteau, les bords et le pied présentent toujours des taches rouges et violettes entourées d'un halo plus pâle.
Un lobe glandulaire rouge distinctif court dépasse du bord du manteau derrière les branchies.

### Description détaillée
Le corps est allongé, mais compact et élevé. La surface dorsale est oblongue, au contour indistinctement trilobé, et se courbe vers le haut à partir du dessus de la bouche, la partie la plus haute se trouvant devant les branchies. Derrière ces dernières, le contour prend brusquement une forme pointue et passe par une petite protubérance nodulaire arrondie, aplatie au-dessus. Sous celle-ci, la paroi du corps tombe presque perpendiculairement, puis se termine par une courte queue conique comprimée latéralement. 
La tête est petite et discrète. Elle est entièrement surplombée par l'extrémité antérieure du manteau. La bouche est subterminale, s'ouvrant plutôt vers le bas sous la forme d’une fente longitudinale verticale. De chaque côté se trouve une fosse remarquable dans laquelle il est possible qu'un petit tentacule buccal subconique soit rétracté par invagination. 
Le pied est linéaire et arrondi à l'extrémité antérieure. Il passe postérieurement par un point contondant et son bord est ondulé,.
Les rhinophores sont clavés, la moitié supérieure est arrondie à son sommet, repliée en arrière et portant environ vingt-cinq lamelles. Ils sont rétractables dans des cavités dont les marges se transforment en gaines courtes. 
Les branchies sont petites, minces, touffues, et se divisent deux par deux à partir de six racines, trois de ces racines étant placées de chaque côté de l'anus. Il y a un intervalle considérable entre les racines antérieures. Les postérieures portent de nombreux panaches plus petits. 
L’anus, situé presque entre les derniers panaches branchiaux, est large et tubulaire et présente une paroi postérieure plus produite que l’antérieure. La cavité commune, dans laquelle les branchies et l'anus sont rétractiles, a la marge relevée. 

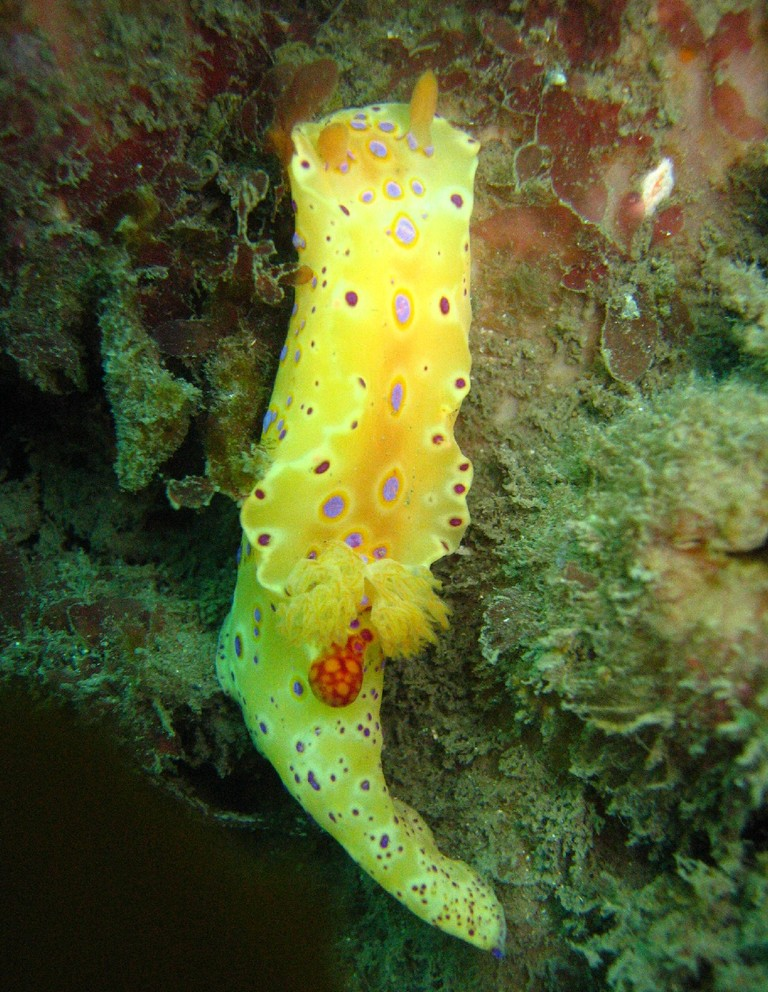
Spécimen de coloration jaune

L'ouverture génitale, bien visible, se trouve sur le côté droit, à environ un quart de la longueur du corps depuis l'extrémité antérieure et placée très haut sous le manteau étroit.
La radula est forte et comporte de 74 à 76 rangées de dents. Il n'y a pas de dent rachidienne. Le nombre de dents dans une rangée est de deux fois 25 dans la première rangée, de deux fois 117 à 120 dans la dixième rangée et de deux fois 130 à 145 dans la dix-septième rangée. Les dents internes ont la forme d'une base oblongue portant une courte épine incurvée. Leur taille augmente sensiblement au-delà du milieu de la rangée où elles sont crochues avec un coin pointu émoussé au milieu de l'arrière. Sur le bord extérieur, elles deviennent un peu plus triangulaires en vue de côté et les 5 dernières sur 6 ont un petit denticule arrondi près de l'apex de la crête.
La couleur de base est un orange pâle ou une nuance de chamois à brun rosé pouvant varier d'un jaune blanchâtre au rouge profond. La couleur est plus foncée vers la marge. Le manteau, les bords et le pied présentent toujours des taches violette à pourpre cerclées d'un anneau rouge violacé et entourées d'un halo plus pâle, tuberculeuses ou légèrement surélevées, inégales, arrondies, ocellées, qui sont un peu plus nombreuses sur les côtés. Une rangée de cinq ou six de ces taches, de couleur violet-pourpre clair parfois entourées d'un bord jaune clair, s'étend le long de la ligne médio-dorsale depuis et entre les rhinophores. Certaines se trouvent devant les rhinophores. Les marges des cavités branchiales et tentaculaires sont entourées par une rangée de ces taches. La projection postéro-médiane du dorsum est recouverte d'un réseau de lignes brunes. Les côtés du corps présentent un certain nombre de petites taches disposées approximativement en trois bandes: les parties supérieure et inférieure sont de couleur pourpre et les taches médianes sont de couleur violet-pourpre clair. Les rhinophores et les branchies sont de couleur rouge orangé.

## Éthologie

### Alimentation
Ceratosoma brevicaudatum se nourrit d'éponges du genre Euryspongia.

### Système de défense
Ceratosoma brevicaudatum, comme de nombreux nudibranches, stocke des composés toxiques de défense sous forme de métabolites comme les terpènes.

## Publication originale
- Abraham, P. S. 1876. Notes on some genera of nudibranchiate mollusca, with notices of a new genus and some hitherto undescribed species in the collection of the British Museum. Annals and Magazine of Natural History, 18(4): 132-146. (BHL)

## Taxonomie
Cette espèce a été nommée par le zoologiste Phineas S. Abraham en 1876.

## Espèce semblable
Ceratosoma brevicaudatum est assez similaire à Ceratosoma amoenum mais est plus grosse, plus allongée, plus haute et plus robuste.